# Флаг Черустей
Флаг муниципального образования городское поселение Че́русти Шатурского муниципального района Московской области Российской Федерации — опознавательно-правовой знак, служащий официальным символом муниципального образования.
Флаг утверждён 21 марта 2011 года и 2 ноября 2011 года внесён в Государственный геральдический регистр Российской Федерации с присвоением регистрационного номера 7218.

## Описание
«Прямоугольное зелёное двухстороннее полотнище с отношением ширины к длине 2:3 с голубой полосой вдоль нижнего края в 3/20 ширины полотнища, вплотную к которой посередине стоит жёлтое колесо, на котором стоит жёлтый же глухарь».

## Символика
Флаг разработан на основе герба городского поселения Черусти.
Центр муниципального образования — рабочий посёлок Черусти основан в 1910—1912 году, а уже в 1935 году получил статус посёлка городского типа. Однако задолго до этого уже существовала деревня Черусти указанная на карте генерального межевания 1790 года, а существующая легенда о происхождении названия и вовсе отсылает к событиям нашествия хана Батыя в 1237 году.
Развитие посёлка Черусти и жизнь современного муниципального образования городское поселение Черусти неразрывно связаны с железной дорогой. Сразу при строительстве железнодорожной линии станция Черусти стала крупным транспортным узлом. Здесь было открыто паровозное депо. В 1960 году была проведена линии электрификация Москва—Черусти, и все поезда здесь стали менять электровоз на тепловоз. Практически всё население посёлка состояло из железнодорожников. На флаге значимая роль дороги отражена жёлтым (золотым) колесом.
На территории городского поселения расположен заказник Черустинский лес. Болотистые пространства Черустинского леса — местообитание редких растений и животных, занесённых в Красную книгу, что на флаге аллегорически отражено глухарём и дополнено зелёным цветом — символом природы, здоровья, молодости и жизненного роста.
Голубой цвет (лазурь) — символ чести, истины, духовности, добродетели и чистого неба.
Жёлтый цвет (золото) — символ богатства, стабильности, уважения и интеллекта.
Зелёное поле и голубая полоса повторяет основные цвета флага Шатурского муниципального района, что символизирует общность территории и единство городского поселения и муниципального района.